# Καλυτερυζ
『καλυτερυζ（カリテロス）』は、eufoniusの16枚目のベスト・アルバム。2015年3月11日にランティスから発売された。

## 概要
- 10周年ベストアルバム。収録曲はファンの投票により選ばれた。
- 収録曲24曲のうち20曲がアニメ・ゲームタイアップ、2曲が新曲、1曲が提供した楽曲のセルフカバー、1曲がノンタイアップとなっている。

## 収録曲
（特記以外、作詞：riya、作曲・編曲：菊地創）
1. Apocrypha [4:03]
テレビアニメ『神曲奏界ポリフォニカ』OP主題歌。
2. 恋するココロ [4:42]
テレビアニメ『かしまし 〜ガール・ミーツ・ガール〜』OP主題歌。
3. ヒカリ輝くセカイ [4:37] 
PCゲーム『いろとりどりのヒカリ』OP主題歌。
4. パラダイム [5:13]
テレビアニメ『ココロコネクト』OP主題歌。
5. ぼくらの時間 [4:49]
作詞：逢瀬祭・ufotable & eufonius、作曲・編曲：菊地創
テレビアニメ『フタコイ オルタナティブ』ED主題歌。
6. レテ [4:25]
新曲。
7. きらきら [4:03]
テレビアニメ『ひまわりっ!!』ED主題歌。
8. 桜色 [4:25]
PCゲーム『いますぐお兄ちゃんに妹だっていいたい!』OP主題歌。
9. プリズム・サイン [3:59]
テレビアニメ『true tears』3周年記念ソング。
10. 遠い夏空 [3:58]
OVA『最終試験くじら』ED主題歌。
11. サイクレイション [4:52]
アルバム『フォノン』収録曲。
12. 光のフィルメント [4:54]
高垣彩陽に提供した同名曲のセルフカバー。初出はアルバム『フォノン』。
13. はばたく未来 [4:15]
テレビアニメ『双恋』OP主題歌。
14. この声が届いたら [4:38]
PCゲーム、PS2、PSP『Canvas3 〜白銀のポートレート〜』OP主題歌。
15. phosphorus [4:30]
テレビアニメ『神曲奏界ポリフォニカ クリムゾンS』OP主題歌。
16. gleaming sky [4:53]
PSP『ひまわり』OP主題歌。
17. ホログラフ [3:50]
PCゲーム、テレビアニメ『グリザイアの果実』由美子ED主題歌。
18. 比翼の羽根 [4:43]
テレビアニメ『ヨスガノソラ』OP主題歌。
19. ナルキッソス 〜eon〜 [4:46]
PSP『Narcissu ～もしも明日があるなら～』OP主題歌。
※アルバム『Σ』に収録されている「ナルキッソス」の別バージョン。
20. melody melody [4:58]
新曲。
21. アレセイア [4:41] 
PCゲーム『いろとりどりのセカイ』OP主題歌。
22. Idea [4:33] 
テレビアニメ『ノエイン もうひとりの君へ』OP主題歌。
23. メグメル 〜cuckool mix 2007〜 [4:44] 
作詞：riya、 作曲：eufonius、編曲：菊地創
テレビアニメ『CLANNAD』OP主題歌。
24. リフレクティア [4:50]
テレビアニメ『true tears』OP主題歌。

## 参加ミュージシャン
- Guitar - 高山一也（#1-3,5,7,10-13.15-19,21,24）,　朝井泰生（#4,6,8-9,14,20,22）
- Piano - ただすけ（#1,4,7-9,11-12,14-16,18-21,24）
- Bass - 渡辺等（#2-8,13,16-18）,　ミト(クラムボン)（#9）
- Drum - 矢吹正則（#4,6,8-9,20）
- Violin - 西川八重（#3,8,14）, 真部裕（#6）
- strings - 弦一徹ストリングス（#1-2,） , 真部裕カルテット（#5） , 西川八重カルテット（#6,18） , 大先生室屋ストリングス（#9,12,15）） , CHICAストリングス（#24）